# 정광 (광업)
정광(精鑛, ore concentrate, dressed ore, concentrate)은 금속 광석에서 불순물을 제거하여 품위를 높인 것으로, 광업 분야에서 주로 생산된다. 보통 갓 채굴된 원석은 여러 분쇄 작업을 거쳐 잘게 갈리며, 이 과정에서 맥석 등이 제거되어 정광이 만들어진다. 생산된 정광은 제련소로 수송되어, 금속 물질을 만드는 데 이용된다.

## 같이 보기
- 농축물